# University Press of America
University Press of America (UPA) è il vecchio nome di una casa editrice che divenne la società madre di un gruppo editoriale più grande, per poi essere reintrodotto come nome di un marchio editoriale dello stesso gruppo dopo aver cambiato il nome della casa madre.
Fondata originariamente nel 1975 come casa editrice accademica autonoma, la University Press of America ha acquistato la casa editrice Rowman & Littlefield nel 1987. Nel 1998, la University Press of America adottò il nome Rowman & Littlefield come proprio, introducendo il nome University Press of America come marchio editoriale di Rowman & Littlefield, specializzato nella pubblicazione di opere accademiche.